# Donja Misoča
Donja Misoča (serb. Доња Мисоча) – wieś w środkowej Bośni i Hercegowinie, w Federacji Bośni i Hercegowiny, w kantonie sarajewskim, w gminie Ilijaš.

## Położenie
Wieś położona jest w odległości około 1 km na północny wschód od stolicy gminy- Ilijaš i około 20 km na północny zachód od Sarajewa, nad rzeką Misoča, stanowiąca prawostronny dopływ Bośni. W odległości około 3 km przebiega autostrada A1, będąca częścią trasy europejskiej E73. Według regionalizacji fizycznogeograficznej Europy, zgodnej z uniwersalną klasyfikacją dziesiętną, przedstawioną w 1971 roku, wieś położona jest na obszarze megaregionu Półwysep Bałkański, prowincji Góry Dynarskie.

## Klimat
Miejscowość położona jest w strefie klimatu umiarkowanego przejściowego między klimatem kontynentalnym a śródziemnomorskim. Charakterystycznymi cechami tego klimatu są bardzo mroźne zimy i upalne lata. Dodatkowo zimą występują bardzo silne wiatry.

## Demografia
W 1991 roku wieś zamieszkiwało 581 osób, w tym 454 Muzułmanów z narodowości (Boszniaków), 121 Serbów, 4 Jugosłowian i 2 osoby, których narodowości nie określono. Od 1971 roku następowały następujące zmiany liczby ludności wsi Donja Misoča:
| Rok             | 1971 | 1981 | 1991 |
| Liczba ludności | 523  | 509  | 581  |